# Volksabstimmungen in der Schweiz 1966
Dieser Artikel bietet eine Übersicht der Volksabstimmungen in der Schweiz im Jahr 1966.
In der Schweiz fanden auf Bundesebene zwei Volksabstimmungen statt, im Rahmen eines Urnengangs am 16. Oktober. Dabei handelte es sich um ein obligatorische Referenden und eine Volksinitiative.

## Abstimmungen am 16. Oktober 1966

### Ergebnisse
| Nr. | Vorlage | Art | Stimm- berechtigte | Abgegebene Stimmen | Beteiligung | Gültige Stimmen | Ja      | Nein    | Ja-Anteil | Nein-Anteil | Stände | Ergebnis |
| --- | --- | --- | ------------------ | ------------------ | ----------- | --------------- | ------- | ------- | --------- | ----------- | ------ | -------- |
| 212 | Bundesbeschluss vom 25. März 1966 über die Ergänzung der Bundesverfassung durch einen Artikel 45bis über die Auslandschweizer | OR  | 1'580'573          | 756'585            | 47,86 %     | 721'703         | 491'220 | 230'483 | 68,06 %   | 31,94 %     | 22:0   | ja       |
| 213 | Volksbegehren zur Bekämpfung des Alkoholismus                                                                                 | VI  | 1'580'573          | 759'370            | 48,04 %     | 745'509         | 174'242 | 571'267 | 23,37 %   | 76,63 %     | –      | nein     |

### Auslandschweizerartikel
1964 gab es 160'000 Personen mit Schweizer Bürgerrecht und Wohnsitz im Ausland, hinzu kamen 120'000 bei Schweizer Behörden gemeldete Doppelbürger. Für die Auslandschweizer setzten sich insbesondere die Neue Helvetische Gesellschaft (NHG) und die von ihr gegründete Auslandschweizer-Organisation ein. Sie forderten einen Verfassungsartikel, der die Behörden zu einer verbesserten Vertretung der Interessen der «Fünften Schweiz» verpflichten sollte. Nach internen Konsultationen mit der NHG in den Jahren 1960 und 1962 präsentierte der Bundesrat 1963 einen Vorentwurf, der ein sehr positives Echo fand. Diesen verabschiedete er zuhanden des Parlaments. Der neue Artikel 45bis der Bundesverfassung sollte den Bund ermächtigen, «die Beziehungen der Schweizer im Ausland unter sich und zur Heimat zu fördern sowie den diesem Ziel dienenden Institutionen beizustehen». Ebenso sollte er Bestimmungen über die politischen Rechte, die Erfüllung der Wehrpflicht und die Fürsorge erlassen können. Das Parlament hiess den Verfassungsartikel unverändert und ohne Gegenstimme gut, auch in der Abstimmungskampagne machte sich keine organisierte Opposition bemerkbar. Trotzdem warben die Befürworter sehr aktiv für ihr Anliegen, mit den früheren Bundesräten Friedrich Traugott Wahlen, Max Petitpierre und Giuseppe Lepori als Zugpferde. Etwas mehr als zwei Drittel der Abstimmenden und alle Kantone nahmen die Vorlage an.

### Bekämpfung des Alkoholismus
Die Produktion von Branntweinen wurde durch das Monopol der Eidgenössischen Alkoholverwaltung kontrolliert, ihr Handel besteuert. Für Bier bestand ebenfalls eine Sondersteuer, jedoch nicht für Wein. Angesichts des steigenden Alkoholkonsums lancierte der LdU 1963 eine Volksinitiative, wonach der Bund künftig alle Alkoholika proportional zum Alkoholgehalt der Getränke besteuern solle. Die Steuer sollte so hoch angesetzt sein, dass sie den Konsum vermindern würde. Da die Initiative in Form einer allgemeinen Anregung formuliert war, benötigte sie für die Annahme kein Ständemehr. Obwohl der Bundesrat die Bekämpfung des Alkoholismus als Ziel anerkannte, lehnte er die Initiative ab. Die Besteuerung von Wein sei nicht zweckdienlich, da dieser gemäss Statistik nicht für den erhöhten Alkoholkonsum verantwortlich sei. Mit grosser Mehrheit teilte das Parlament diese Meinung. Neben dem LdU setzten sich nur die EVP und die Demokraten für die Initiative ein. Sie machten erstmals überhaupt die Gefahren des Alkohols im Strassenverkehr zum Thema und argumentieren, rund 30 Prozent der Unfallopfer und der Verkehrsvergehen stünden im Zusammenhang mit alkoholisierten Fahrzeuglenkern. Die vor allem in der Romandie sehr präsenten Gegner sahen in der Initiative einen Anschlag auf den Weinbau und den Weinkonsum. Ausserdem stehe die Belastung des Weins im Widerspruch zu seiner agrarpolitischen Subventionierung und trotz bereits erheblicher Besteuerung sei der Alkoholkonsum nicht rückläufig. Letztlich war die Initiative völlig chancenlos.